# Кубок Словенії з футболу 2006—2007
Кубок Словенії з футболу 2006–2007 — 16-й розіграш кубкового футбольного турніру в Словенії. Титул вдруге поспіль здобув Копер.

## Календар
| Раунд        | Дата                    | Матчі | Клуби   |
| ------------ | ----------------------- | ----- | ------- |
| Перший раунд | 23 серпня 2006          | 10    | 31 → 21 |
| Другий раунд | 5-6 вересня 2006        | 5     | 21 → 16 |
| 1/8 фіналу   | 20 вересня 2006         | 8     | 16 → 8  |
| 1/4 фіналу   | 25 жовтня 2006          | 4     | 8 → 4   |
| 1/2 фіналу   | 25 квітня/9 травня 2007 | 4     | 4 → 2   |
| Фінал        | 22 травня 2007          | 1     | 2 → 1   |

## Перший раунд
| Команда 1           | Рахунок | Команда 2          |
| ------------------- | ------- | ------------------ |
| 23 серпня 2006      |         |                    |
| Технострой (Вержей) | 3:2     | Палома             |
| Ренковці            | 1:2     | Малечник           |
| Рогатець            | 2:6     | Похор'є            |
| Мура 05             | 3:0     | Заврч              |
| Чреншовці           | 2:0     | Стойнці            |
| Постойна            | 1:2     | Свобода (Кісовець) |
| Загор'є             | 1:0     | Адріа              |
| Іхан                | 1:0     | Кршко              |
| Зариця              | 2:3     | Брда               |
| Боніфіка            | 2:0     | Лесце              |

## Другий раунд
| Команда 1          | Рахунок | Команда 2           |
| ------------------ | ------- | ------------------- |
| 5 вересня 2006     |         |                     |
| Похор'є            | 0:1     | Загор'є             |
| 6 вересня 2006     |         |                     |
| Мура 05            | 2:0     | Малечник            |
| Чреншовці          | 1:0     | Технострой (Вержей) |
| Свобода (Кісовець) | 1:6     | Боніфіка            |
| Брда               | 2:0     | Іхан                |

## 1/8 фіналу
| Команда 1        | Рахунок | Команда 2      |
| ---------------- | ------- | -------------- |
| 20 вересня 2006  |         |                |
| Загор'є          | 1:3     | Копер          |
| Чреншовці        | 0:2     | Марибор        |
| Боніфіка         | 1:3     | Гориця         |
| Брда             | 3:5     | Рудар (Веленє) |
| Публікум (Цельє) | 2:1     | Драва (Птуй)   |
| Домжале          | 1:2     | Примор'є       |
| Нафта            | 2:1     | Фактор         |
| Бела Країна      | 1:2     | Мура 05        |

## 1/4 фіналу
| Команда 1        | Рахунок      | Команда 2 |
| ---------------- | ------------ | --------- |
| 25 жовтня 2006   |              |           |
| Рудар (Веленє)   | 1:1 пен. 4:5 | Копер     |
| Мура 05          | 0:2          | Гориця    |
| Публікум (Цельє) | 3:1          | Нафта     |
| Марибор          | 4:0          | Примор'є  |

## 1/2 фіналу
Під час зимової перерви клуб Публікум (Цельє) змінив назву на Цельє.
| Команда 1               | Заг. | Команда 2 | 1-й матч | 2-й матч |
| ----------------------- | ---- | --------- | -------- | -------- |
| 25 квітня/9 травня 2007 |      |           |          |          |
| Цельє                   | 2:7  | Копер     | 1:3      | 1:4      |
| Гориця                  | 2:5  | Марибор   | 2:4      | 1:1      |

## Фінал
| 22 травня 2007 |

| Копер        | 1:0      | Марибор |
| ------------ | -------- | ------- |
| Райчевич 80' | Протокол |         |

| Арена Петрол, Цельє Глядачів: 3 500 Арбітр: Роберт Крайнц |